# Lipětín
Lipětín (německy Lindau) je zaniklá vesnice v okrese Most v Ústeckém kraji. Nacházel se zhruba 5,5 kilometru severně od bývalého města Mostu a 2,5 kilometru jižně od Litvínova. Napojoval se z jihu k bývalému Dolnímu Litvínovu a rozkládal se na březích Bílého potoka. Lipětín byl zbořen v letech 1957–1959 kvůli těžbě hnědého uhlí.

## Název
Název Lipětín je odvozen ze spojení Lipjatův dvůr. Úvodní Lip- bylo později při poněmčení spojeno s německým slovem pro lípu, a vznikl tvar Lindau. V historických pramenech se jméno objevuje ve tvarech: Lipetim (1227), Lypetyn (1301), Lynden (1562), Ly Pietin a Lynda (1591), Lipětín a Lindu (1595), v tvrz a ves Linden (1618) a Lindau (1787, 1833).

## Historie
První písemná zmínka o Lipětínu pochází již z roku 1227, kdy Hrabišic Kojata ve své závěti daroval Lipětín pražskému klášteru na Zderaze. V roce 1301 potvrdil vlastnictví král Václav II. Kdo byl majitelem vsi ve 14. a 15. století není známo, snad patřila stále zderazskému klášteru. V roce 1456 koupilo město Most od kláštera jeho statky v okolí města a snad mezi nimi mohl být i Lipětín.
V první polovině 16. století byl Lipětín majetkem rytířského rodu ze Schonau, který zde nejspíš založil tvrz. V roce 1585 patřil Lipětín k panství mosteckého hradu. Spolu s hradem jej v roce 1595 prodal císař Rudolf II. městu Mostu. Již v roce 1598 však Lipětín město prodalo Janu Václavovi z Lobkovic. Později získali Lipětín Valdštejnové, kteří jej připojili ke svému panství Duchcov – Horní Litvínov, jehož součástí zůstal až do roku 1848. Poté se Lipětín osamostatnil. V roce 1931 se stal osadou Dolního Litvínova. Za druhé světové války (1941) byly Dolní Litvínov s Lipětínem připojeny k Hornímu Litvínovu. Po válce se sice stal Dolní Litvínov opět samostatným, ale již v roce 1947 byl s Lipětínem znovu připojen a vzniklo město Litvínov.
Ve vsi stály dva mlýny. Nacházela se zde kaple Navštívení Panny Marie. Lipětín patřil do farnosti Horní Litvínov.
Lipětín zanikl v důsledku těžby uhlí v letech 1957–1959. Těžba zde již skončila a prostor je zrekultivován.

## Obyvatelstvo
Při sčítání lidu v roce 1921 ve vsi žilo 1 266 obyvatel (z toho 632 mužů), z nichž bylo 713 Čechoslováků, 539 Němců a čtrnáct cizinců. Mírně převažovali lidé bez vyznání (626 obyvatel), k římskokatolické církvi se hlásilo 608 lidí, 22 bylo evangelíků, čtyři lidé patřili k církvi československé, dva k nezjišťovaným církvím a čtyři byli členy církve izraelské. Podle sčítání lidu z roku 1930 měla vesnice 1 207 obyvatel: 661 Čechoslováků, 541 Němců a pět cizinců. Počet římských katolíků vzrostl na 615 a počet lidí bez vyznání klesl na 556. Devatenáct obyvatel patřilo k evangelickým církvím, sedm k církvi československé, pět k izraelské a pět k nezjišťovaným církvím.
|           | 1869 | 1880 | 1890 | 1900  | 1910  | 1921  | 1930  | 1950 |
| --------- | ---- | ---- | ---- | ----- | ----- | ----- | ----- | ---- |
| Obyvatelé | 242  | 241  | 503  | 1 189 | 1 253 | 1 266 | 1 207 | —    |
| Domy      | 38   | 40   | 49   | 74    | 80    | 81    | 102   | —    |